# Língua ngawun
Ngawun é uma língua mayabic extinta nativa da Península do Cabo York, no estado australiano de Queensland, pelos povos wunumara e ngawun . O último falante registrado da língua foi Cherry O'Keefe (ou Tjapun na língua), que morreu de pneumonia em 24 de agosto de 1977.